# Gmina Lukavac
Gmina Lukavac (boś. Općina Lukavac) – gmina w Bośni i Hercegowinie, w kantonie tuzlańskim. W 2013 roku liczyła 44 520 mieszkańców.